# Roadhouse Soundtrack
Roadhouse è la colonna sonora dell'omonimo film del 1989 interpretato da Patrick Swayze e meglio conosciuto in Italia con il titolo Il duro del Road House.
Jeff Healey, oltre a curare la colonna sonora insieme ad altri artisti, nel film interpreta il ruolo di Cody, leader della band che intrattiene il pubblico nel locale dove è ambientata la pellicola.

## Tracce
1. Roadhouse Blues – 4:51
2. Blue Monday – 2:22
3. I'm Tore Down – 4:26
4. These Arms Of Mine – 2:31
5. When The Night Comes Falling From The Sky – 4:54
6. Rad Gumbo – 3:30
7. Raising Heaven (In Hell Tonight) – 4:41
8. A Good Heart – 4:59
9. Hoochie Coochie Man – 5:14
10. Cliff's Edge – 4:01